# Висловлювання (мовознавство)
Висло́влювання (мовозна́вство) — мовленнєвий твір, створений мовцем у процесі конкретного мовленнєвого акту. Розглядається в тексті цього мовленого акту як частина дискурсу.

## Породження мовленнєвого висловлювання
Дуже важливим є розуміння проблеми аналізу мовленнєвої комунікації, що становить синтез двох напрямків розгляду мовних явищ: з одного боку, це формування мовленнєвого висловлювання від думки людини через внутрішню схему висловлювання і внутрішнє мовлення до розгорнутого зовнішнього мовлення, з якого і складається мовленнєва комунікація; з іншого, — це перебіг процесу сприйняття і розуміння мовленнєвого висловлення, що починається зі сприйняття розгорнутого мовлення співрозмовника і через ряд сходинок переходить до виділення суттєвої думки, а потім і всього смислу висловлення, що сприймається.
Формування мовленнєвого висловлювання складається з: мотиву висловлення та задуму висловлення. Мотивом мовленнєвого висловлення може бути або вимога, або яке-небудь звертання інформаційного плану, пов'язане з контактом. До цього ж можна додати мотив, пов'язаний з бажанням ясніше сформулювати свою власну думку. Якщо жоден із цих мотивів не виникає, мовленнєве повідомлення не відбувається.
Існують складніші форми мовленнєвого висловлення, що репрезентують спеціальний клас мовленнєвих комунікацій. До таких форм передусім належать:
- діалогічне мовлення, тобто бесіда, у якій беруть участь два суб'єкти;
- діалогічне мовлення, при якому відповідь не відтворює частину питання і від суб'єкта вимагається самостійно сформулювати щось нове;
- самостійне монологічне мовлення, яке може як виникати у відповідь на поставлене зовні запитання, так і бути реалізацією задуму самого суб'єкта.

Мотив є лише початковим фактором, що викликає процес мовленнєвого висловлювання. Однак сам мотив не має ще певного змісту.
Наступним етапом є задум висловлення або «первинний семантичний запис». Виникнення задуму є етапом, який визначає його зміст, коли тема висловлення (те, про що йдеться) вперше відділяється від реми висловлення (від того, що повинно ввійти до висловлення). При цьому суб'єкт починає розуміти, як саме можна перетворити суб'єктивний смисл у систему розгорнутих і зрозумілих всім мовленнєвих значень. Тобто думка не втілюється у мовленні, а проходить ряд етапів, формується чи «здійснюється у мовленні» (Л. С. Виготський).
Первинний «семантичний запис». У початковому задумі висловлення обов'язково містяться дві частини: тема і рема. Ці дві частини і утворюють початкову думку, тобто систему тих зв'язків, які потенційно повинні фігурувати в майбутньому мовленнєвому висловленні.
«Семантичний запис» має характер згорнутого мовленнєвого висловлення, яке надалі повинне перетворитися у систему послідовних, пов'язаних один з одним слів. Перетворення цієї семантичної схеми у мовленнєве висловлення, що розгортається, здійснюється за допомогою внутрішнього мовлення, яке становить наступну сходинку формування мовленнєвого висловлення.

## Поняття висловлювання дій
У процесі спілкування люди не просто будують речення, а використовують ці речення для виконання таких дій, як інформування, прохання, порада, питання, наказ, попередження, обіцянка, вираження вдячності тощо. Усе це — мовленнєві акти. В мовленнєвих актах використовуються речення; але мовленнєві акти і речення — різні поняття.
Теорія мовленнєвих актів розглядає мовленнєве спілкування як один із різновидів цілеспрямованої поведінки, яка підпорядковується певним правилам. У будь-якому висловлюванні (тобто в мовленнєвому акті висловлювання) розрізняються три аспекти; інакше кажучи, в ньому розрізняються принаймні три різні акти, що здійснюються мовцем:
1. Акт власне виголошення речення (локутивний акт).
2. Пропозиційний акт (що містить акт референції, тобто залучення в зону розглядання певних об'єктів, і акт предикації, тобто приписування властивостей цим об'єктам).
3. Іллокутивний акт, наприклад, вираження ствердження, обіцянки, прохання, вдячності; подача наказу, поради, ставлення питання — взагалі, реалізація комунікативного наміру мовця.

## Семантико-прагматичне представлення висловлювання
Термін «висловлювання» вживається у лінгвістичній літературі в двох значеннях:
- як синонім терміну «мовленнєвий акт»
- як позначення для мовленнєвого відтворення, здійсненого в ході мовленнєвого акту й розглядуваного в контексті цього мовленнєвого акту. Ми використовуємо у всіх випадках, крім прямого цитування, тільки друге його значення.

Михайло Бахтін висловив у своїх статтях, надрукованих в (1979), таку думку:
…те, що вони (лінгвісти) вивчають як речення, є якимось гібридом речення (одиниці мови) та висловлювання (одиниці мовленнєвого спілкування).
Насправді між реченням та його використанням у висловлюванні велика відстань:
Речення, ствердне за своєю природою, стає реальним ствердженням лише в контексті ствердного висловлювання. <...> Тільки висловлювання має безпосереднє відношення до дійсності й до живого мовця (суб'єкта). У мові лише потенційні можливості (схеми) цих відношень… Тільки висловлювання може бути (не)вірним, істинним, (не)правдивим, справедливим тощо. <...> Речення як одиниця мови, подібно до слова, не має автора. Воно нічиє, як і слово, й, лише функціонуючи як ціле висловлювання, воно стає вираженням позиції індивідуального мовця в конкретній ситуації мовного спілкування.
Половинчастість лінгвістичного підходу полягає в тому, що, з однієї сторони, в багатьох випадках замість речення розглядають висловлювання, тобто речення в контексті свого мовленнєвого акту, оскільки йде мова, наприклад, про співвідношення речення з дійсністю; а з іншої сторони, це роблять неявно, тобто перехід від речення до висловлювання ніяк не відзначається, й замість того, щоб розглядати мовленнєвий акт у всій його повноті, тобто з його автором, мовленнєвими намірами автора, адресатом тощо, обмежуються вкрай спрощеним уявленням про мовленнєвий акт:
При аналізі такого окремого речення зазвичай і розглядають його як завершене висловлювання в якійсь украй спрощеній ситуації: сонце зійшло, і мовець констатує: „Сонце зійшло“ (The sun has risen)… У дійсності ж будь-яке подібне повідомлення до когось звернене, чимось викликане, має якусь мету, тобто є реальною ланкою в ланцюзі мовленнєвого спілкування…
Кінцевою метою опису семантики мови мають бути експліцитні правила співвіднесення речень із їхнім змістом. Виявляється, проте, що значні компоненти змісту речення природно виявляються лише при розгляданні речення в контексті мовленнєвого акту, що вимагає переходу від речення до висловлювання.

## Внутрішнє мовлення
Внутрішнє мовлення є необхідним етапом підготовки до зовнішнього, розгорнутого мовлення. На цьому етапі внутрішній смисл переводиться в систему розгорнутих синтаксично організованих мовленнєвих значень, схема «семантичного запису» перекодовується в організовану структуру майбутнього розгорнутого синтаксичного висловлення. Внутрішнє мовлення з'являється відносно пізно з раніше розгорнутого зовнішнього мовлення, і на перших етапах — звернене до співрозмовника, а далі — до самого себе.
Відомо, що за своєю морфологічною будовою внутрішнє мовлення різко відрізняється від зовнішнього: воно має згорнутий, аморфний характер, а за своєю функціональною характеристикою є передусім предикативним утворенням. Предикативний характер внутрішнього мовлення і є основою для переведення початкового задуму в майбутнє розгорнуте мовленнєве висловлення.

## Речення та висловлювання
Між реченням та висловлюванням є такі відмінності:
1. Речення має іллокутивне призначення — виражене за допомогою способу, типу речення за метою висловлювання й лексично, наприклад модальними словами. У мовленнєвому акті мовець використовує речення (з тією чи іншою іллокутивною метою) для вираження свого комунікативного наміру, тобто для побудови висловлювання з тією чи іншою іллокутивною функцією.
2. Змістом речення зазвичай є пропозиційна форма від так званих прагматичних змінних. У висловлюванні прагматичні змінні набувають конкретних значень, у результаті чого пропозиційна форма перетворюється в замкнуту пропозицію.
3. Речення зазвичай містить конкретно-референтні предметні терми, тобто вирази, призначені для позначення індивідуалізованих об'єктів. У висловлюванні ці терми дійсно вступають у референцію з індивідуалізованими об'єктами з загальної точки зору чи фонду знань учасників мовленнєвого акту.
4. Аналогічно, пропозиції, виражені в реченні, вступають у співвідношення з ситуаціями, подіями, фактами реального світу.

Іноді до параметрів, які відрізняють висловлювання від речення, відносять комунікативну структуру (актуальне членування), яка виражається порядком слів та інтонацією.
Одне із призначень мови полягає в тому, щоб виражати пропозиції. Однак речення саме по собі не виражає ніякої замкнутої пропозиції: тільки в контексті мовленнєвого акту, в якому вживається дане речення, фіксуються значення всіх прагматичних змінних, які входять у зміст речення. Таким чином, залучення речення в мовленнєвий акт не лише надає пропозиції іллокутивну функцію, але й формує саму пропозицію з тієї пропозиціональної форми, якою в більшості випадків є зміст речення.
Цілий набір змін, які відбуваються при переході від речення до висловлювання, можна назвати, використовуючи термін Шарль Баллі (1955), актуалізацією речення. Актуалізація речення в жодному разі не є процесом, що реально здійснюється мовцями в їхній мовленнєвій діяльності: не існує такого моменту, коли речення, вже побудоване, включається в мовленнєвий акт й актуалізується (навпаки, речення, з якими має справу лінгвіст, як правило, вилучені з якогось мовленнєвого акту). Актуалізація розуміється як узагальнене позначення всієї сукупності відмінностей між реченням та висловлюванням.